# Thraulodes cochuanensis
Thraulodes cochuanensis is een haft uit de familie Leptophlebiidae. De wetenschappelijke naam van de soort is voor het eerst geldig gepubliceerd in 1987 door Domínguez.